# Keith Emerson
Keith Noel Emerson (Todmoren, 1944. november 2. – Santa Monica, Kalifornia, 2016. március 10.) angol billentyűs és zeneszerző. A Nice, majd az Emerson, Lake & Palmer tagjaként vált világhírűvé. Ő volt a szimfonikus rock egyik legnagyobb alakja.

## Nice
A Nice zenéjét Keith tehetsége, ízlése, virtuozitása és excentrikussága határozta meg. Ekkoriban főként két, a klasszikus zene és a jazz közötti hidat építő zongorista hatott játékára: a francia Jacques Loussier és az ekkortájt a Charles Lloyd Quartetben játszó Keith Jarrett. A Nice rendszeresen játszott is a Lloyd repertoárjából (mindenekelőtt a Sombrero Samet és a Sorceryt). Az 1968-as második lemez (Ars Longa Vita Brevis) már teljesen a billentyűzsonglőr elképzeléseit tükrözte. Az A oldalon részletek hallhatóak Sibelius Karélia szvitjéből, a B oldal pedig Johann Sebastian Bach III. Brandenburgi versenyének rock átirata. Teljesítményére már a szakma is meglepetten kapta fel a fejét. 1969 októberében jelent meg az öttételes Five Bridges, amelyen Emerson kiélhette grandiózus vágyait: Bach, Csajkovszkij, Guida, Sibelius, Bob Dylan és Coleman Hawkins dallamait gyúrta összefüggő szvitté és bolondította meg helyenként dzsesszes futamokkal és boogie-woogie-val.

## Emerson Lake and Palmer
1969-ben a szaksajtó a billentyűs hangszerek Jimi Hendrixe címkével illette. Az első lemezekkel a progresszív rock egyik legnépszerűbb formációja lett az Emerson, Lake & Palmer. Keith Bartók Béla- és Muszorgszkij-feldolgozásaival legendássá vált, és a komolyzeneértők elismerését is kivívta. Az ELP saját kompozíciói szintén azt a hitet erősítették, hogy a progresszív rock új dimenziókat nyit a rock világában. Sikerük 1974-ig tartott, utána a zenekar feloszlott. Ezután többször újjáalakultak az 1980-as és az 1990-es években. Keith az utóbbi időkben már saját neve alatt turnézott. A későbbi években Marc Bonilla gitárossal játszotta számait.

## Stílusa
Emerson a Nice-ban és az ELP korai éveiben nem nélkülözte a botrányos színpadi jeleneteket sem: szabályos „ökölharcot” vívott Hammond L-100-as orgonájával. Kézzel, lábbal, bokszerrel, korbáccsal és minden keze ügyébe kerülő eszközzel ütötte, verte felszerelését, ami két Hammond-orgonából, egy elektromos zongorából, egy Moog-szintetizátorból, egy mellotronból és egy Steinway hangversenyzongorából állt. Később ez a szadista magatartás annyira eluralkodott rajta, hogy zenésztársait sem kímélte. Egyik alkalommal például dobszólója közben korbáccsal úgy eltángálta Carl Palmert, hogy a zenészt kórházba kellett szállítani. Fellépéseik további látványossága volt, hogy Emerson előadásonként „kibelezett”, szétmarcangolt egy Hammond-orgonát is. Mint szemtanúk elmondták: A zsinórokat úgy szaggatta ki belőle, mint a tyúkbelet, és Emersont a koncertek végén félholtként támogatták az öltözőbe, ahol órákon át injekciókkal élesztgették. Legendás tettei közé tartozik még, hogy Leonard Bernstein Amerika című számának szatirikus előadása közben elégette az amerikai lobogót. Dallamos és virtuóz stílusával számos újítást vezetett be: ő alkalmazta zenéjében először a Hammond-orgonát, majd a Moogot, ő szólaltatott meg néhány billentyűsorral hegedűket, kórusokat, nagyzenekari hangzást.

## Szólólemezei
- Inferno (1980 film)|Inferno filmzene (1980)
- Nighthawks (film)|Nighthawks filmzene (1981)
- Honky (1985)
- Best Revenge filmzene (1986)
- Murderock filmzene (1986)
- The Emerson Collection (1986)
- Harmageddon/China Free Fall (1987)
- The Christmas Album (1988)
- Changing States (a/k/a Cream of Emerson Soup)(1995)
- Emerson Plays Emerson (2002)
- The Church (film)|La Chiesa filmzene (2002)
- Godzilla: Final Wars filmzene (2004)
- At the Movies (2005)
- Hammer it Out (válogatás) (2005)
- Off the Shelf (2006)
- Keith Emerson Band (2008)